# Burg Falkenstein (Höllental)
Burg Falkenstein ist die Ruine einer Höhenburg nahe Freiburg im Breisgau auf dem Gebiet des Ortsteils Falkensteig der heutigen Gemeinde Buchenbach im Landkreis Breisgau-Hochschwarzwald in Baden-Württemberg (Deutschland). Die Burgstelle liegt im Dreieck zwischen dem Eingang des Höllentals, dem „Unteren Höllental“ und dem Engenbachtal, 617,6 m ü. NN auf einem heute schwer zugänglichen Felskopf. Von der Burg finden sich nur noch wenige Mauerreste. Sie gehört zu den weniger gut erhaltenen Ruinen im Breisgau.

## Geschichte
Die Burg wurde möglicherweise um das Jahr 1200 von einem zähringischen Ministerialengeschlecht auf einer steilen Anhöhe am unteren Eingang des Höllentals, der auch als „Falkensteige“ bekannt war, erbaut. Die Erbauer stammten vermutlich aus dem Wittental von den Herren von Weiler und Blankenberg ab und sind erstmals 1137 bis 1148 als die Herren von Falkenstein bezeugt. In der folgenden Zeit stiegen sie in den Kreis der bedeutenden Adelsgeschlechter im Breisgau auf.
Nach ihnen und ihrer Burg wurde das Tal als „Falkensteiner Tal“ bezeichnet, die Bezeichnung „Höllental“ entstand erst später. Die Burg sollte den wichtigen Verkehrsweg schützen, der den Breisgau mit der Baar und dem Bodensee verband. Dabei handelte es sich um die Falkensteige, die zur Umgehung der damals schwer passierbaren Höllentalschlucht diente, und sich in Richtung Breitnau/Nessellachen bzw. in Richtung St. Oswald/Steig aufteilte.
Die Herrschaft der Burg reichte bald schon das Tal hinauf bis nach Hinterzarten und Titisee. Weitere Burgen, die die Falkensteiner errichteten, sind Burg Falkenbühl, Schloss Birkenreute (Bickenreute) bei Kirchzarten sowie die Ruine Bubenstein, auch Neu-Falkenstein genannt.

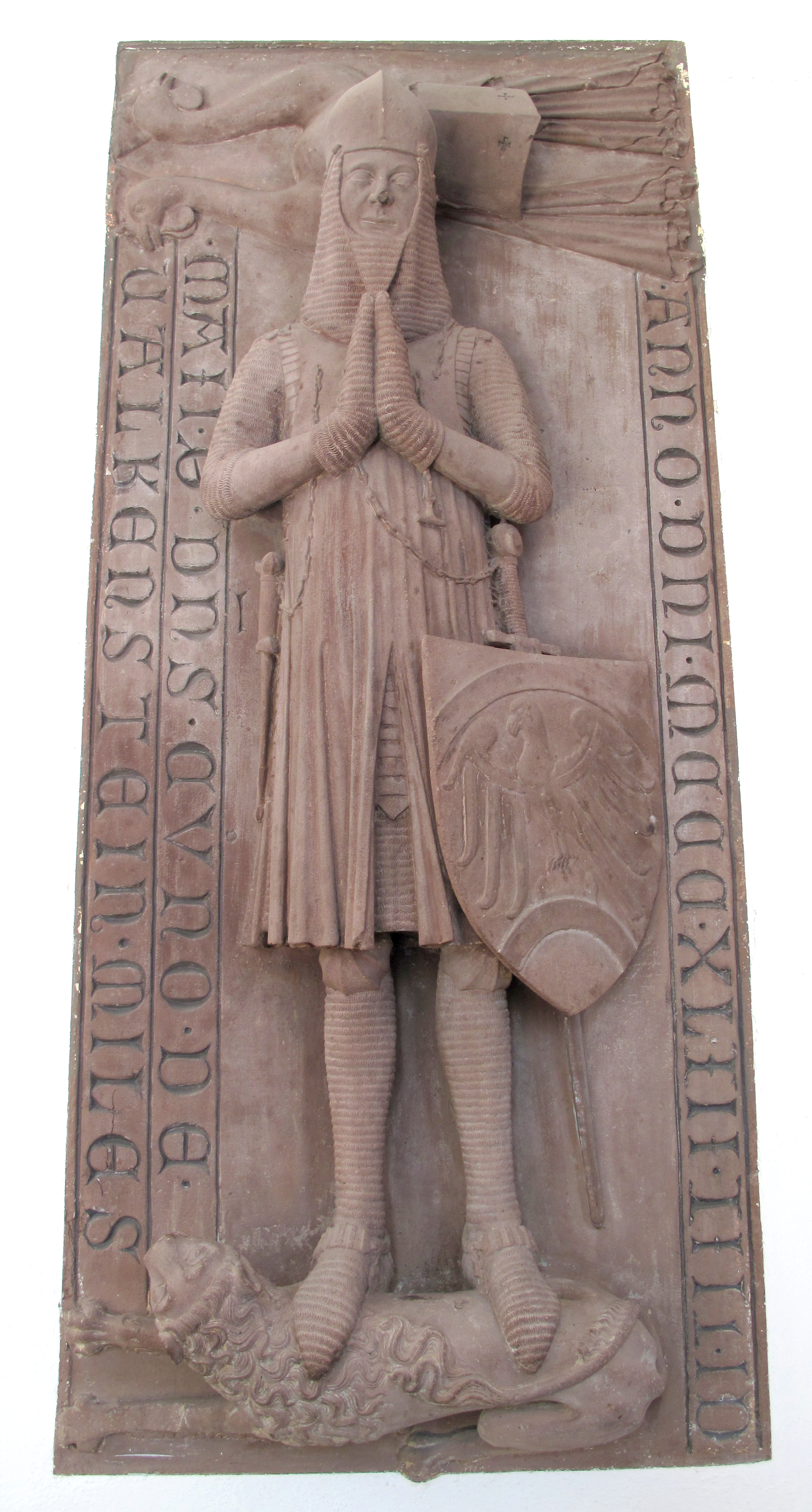
Grabplatte des Ritters Kuno von Falkenstein († 1343) in der Kirchzartener Pfarrkirche St. Gallus

Nachdem der Weg, der den Falkensteinern beträchtliche Zolleinnahmen beschert hatte, durch die von 1310 bis 1379 gebaute Strecke durch das Wagensteigtal Konkurrenz bekam, sollen sich die Ritter der Legende nach bald mehr und mehr als Raubritter betätigt haben. In der Auseinandersetzung einer Adelskoalition unter der Führung des Grafen Eberhard II. von Württemberg gegen den Schwäbischen Städtebund sperrte Werner von Falkenstein im Auftrag seines Dienstherrn die Wege und plünderte Bürger des Städtebunds aus. Vom wirtschaftlichen Niedergang des Niederadels im ausgehenden 14. Jahrhundert betroffen, waren es wohl Geldsorgen, die die Falkensteiner dazu trieben, dieses Vorgehen auf unbeteiligte Reisende auszudehnen. Dieses Verhalten sei die Ursache gewesen, dass die Freiburger am 6. Dezember 1388 die Burg Falkenstein angriffen und zerstörten. Andere Historiker begründen die Zerstörung hingegen mit dem Machtstreben der Freiburger. Die Burgkapelle überdauerte offenbar das Ende der Burg. 1460 erstmals als St.-Nikolaus-Kapelle erwähnt, wurde sie 1606 ins Tal an den Höllenbach, den heutigen Rotbach verlegt.

## Baubeschreibung

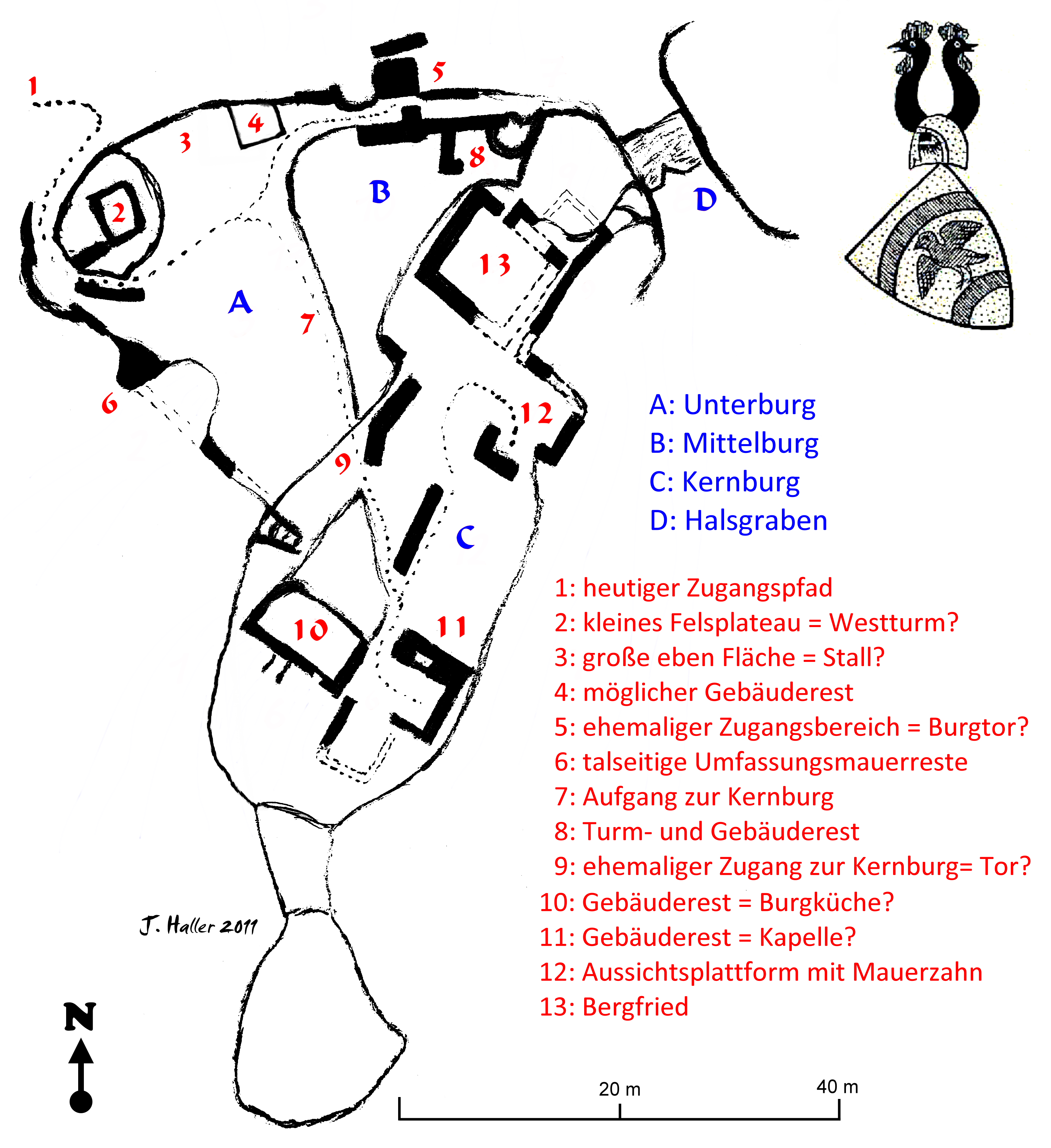
Grundriss Burgstelle Falkenstein

In vier Höhenstufungen erhebt sich das unregelmäßige und schwer fassbare Burgareal. Vereinfachend lassen sich vier Unterteilungen beschreiben.
- Eine Unterburg (A), deren bis zu sechs Meter hohen und drei Meter starken Mauerreste sich bruchstückhaft von der südwestlichen Burgfelsseite bis zur Nordflanke hinziehen – mit weiteren sehr massiven, in die tiefe gestaffelten Mauerresten und dem vermutlichen ehemaligen Aufgangsbereich mit Burgtor (5) oberhalb des Engenbachtals sowie dem heutigen Zugang an der Westspitze. (1)
- Ein sich daran anschließender etwa 20 Meter langer, 4 bis 6 Meter breiter und bis zu 12 Meter tiefer Halsgraben (D), der den Bergkamm nach Nordosten durchbricht.
- Eine kleine Mittelburg (B) auf einer rundum etwa sechs Meter hohen Felsstufe, die sich an den oberen Burgfels anschließend nach Westen und Norden über die Unterburg erhebt und sich nach Nordosten bis oberhalb des Halsgrabens ausdehnt.
- Eine Oberburg bzw. Kernburg (C) auf dem aufsteigenden, langgestreckten Felskamm, die eine maximale Ausdehnung von 55 Metern Länge in der Südwest-Nordost-Achse sowie eine Breite zwischen 12 und 16 Metern aufweist. Unter anderem davon erhalten sind noch größere Mauerreste an der Süd- und Südwestspitze – darunter eine dem Tal zugewandte etwa zehn Meter lange und drei Meter hohe Mauer der vermeintlichen Burgküche (10), einem weiteren sechs Meter breiten und etwa 2,5 Meter hohen Mauerrest (11), der als Standort der Burgkapelle denkbar wäre; einem vom Höllental aus Richtung Hirschsprung gut sichtbaren zahnartigen Mauerrest im Mittelabschnitt an der südöstlichen Felskante sowie den Resten eines etwa neun mal neun Meter großen Mauergevierts – dem vermuteten Bergfried an erhabener Stelle des nordöstlichen Endes des Burgfelsens.

## Literatur

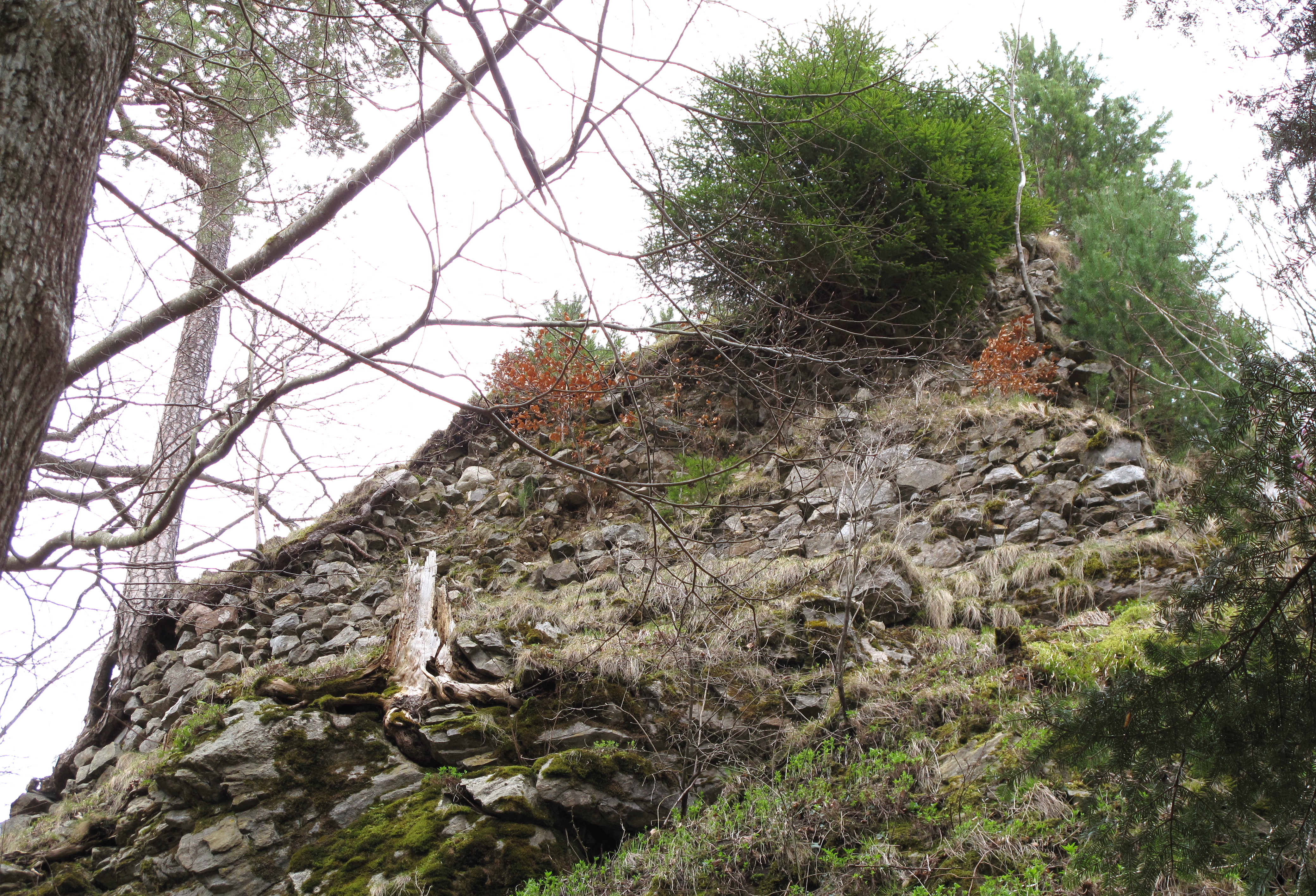
Nordwestliche Grundmauerreste des Bergfrieds